# Ķekava
Ķekava är en ort i Lettland, huvudort i Ķekava kommun.   Den ligger i den centrala delen av landet, 15 km sydost om huvudstaden Riga. Antalet invånare är 4 600.